# Mrk (film, 2010)
Mrk (izvirno The Twilight Saga: Eclipse) je ameriški film, ki je izšel 30. junija 2010. Je tretji film, posnet po romanih iz serije Somrak, ki jih je napisala Stephenie Meyer. Pred njim so po tej seriji posneli še filma Somrak (2008) in Mlada luna (2009). Film bo režiral David Slade, v njem pa bomo lahko videli igralce, kot so Kristen Stewart, Robert Pattinson in Taylor Lautner, ki bodo upodobili Bello Swan, Edwarda Cullena in Jacoba Blacka. Scenarij bo spet napisala Melissa Rosenberg. Rachelle Lefevre, ki je v prvih dveh filmih igrala vampirko Victorio se v tem filmu ne bo pojavila; nadomestila jo bo Bryce Dallas Howard, hčerka režiserja Rona Howarda.

## Zgodba
Zveza Belle Swan (Kristen Stewart) in vampirja Edwarda Cullena (Robert Pattinson), glavnih junakov iz serije Somrak, se je v prejšnjem filmu (Mlada luna) znašla na preizkušnji. Vendar se Bella in Edward pobotata. Belli pa še vedno grozi nevarnost, saj jo vampirka Victoria (Bryce Dallas Howard) še naprej vztrajno lovi, da bi maščevala smrt svojega partnerja, Jamesa (Cam Gigandet). Tokrat si ustvari vojsko iz novorojenih vampirjev, ki so toliko močnejši. Da bi Bello rešili, se vampirji povežejo s svojimi naravnimi sovražniki, volkodlaki, katerih član je Bellin prijatelj, Jacob Black (Taylor Lautner).
Volkodlaki in vampirji na podlagi videnj ene izmed Edwardovih sester, Alice (Ashley Greene) skujejo načrt za boj proti Victorii in njenim tropom novorojenih vampirjev, Bella pa še vedno meni, da bi bilo najbolje, da tudi njo spremenijo v vampirko, vendar ta ideja ni najbolj po godu Edwardu.
Ko končno pride do težko pričakovanega in skrbno načrtovanega spopada med Victorio in novorojenimi vampirji proti Cullenovim in volkodlaki, pa seveda zmaga kombinacija vampirjev in volkodlakov.
Ko pa se med bojem Jacob hudo rani, mu pri okrevanju pomaga zdravnik Carlisle Cullen (Peter Facinelli). Edward in Bella se zaročita, Jacob pa umira od bolečine, saj Bello neskončno ljubi. Nazadnje se preobrazi v volka in odide iz La Pusha.

## Igralska zasedba

### Glavni igralci
- Kristen Stewart kot Bella Swan[6]
- Robert Pattinson kot Edward Cullen[7]
- Taylor Lautner kot Jacob Black[2]

### Ostala zasedba
- Peter Facinelli kot Carlisle Cullen[8]
- Elizabeth Reaser kot Esme Cullen[9][10]
- Ashley Greene kot Alice Cullen[11][12]
- Kellan Lutz kot Emmett Cullen[13]
- Nikki Reed kot Rosalie Hale[12][14]
- Jackson Rathbone kot Jasper Hale[15][15]
- Billy Burke kot Charlie Swan[16]
- Chaske Spencer kot Sam Uley[17]
- Tinsel Korey kot Emily Young[18][19]
- Tyson Houseman kot Quil Ateara[20]
- Alex Meraz kot Paul[21]
- Kiowa Gordon kot Embry Call[17]
- Bronson Pelletier kot Jared[17]
- Julia Jones kot Leah Clearwater[22][23]
- Boo Boo Stewart kot Seth Clearwater[22]
- Gil Birmingham kot Billy Black[2]
- Bryce Dallas Howard kot Victoria[4]
- Xavier Samuel kot Riley[24]
- Jodelle Ferland kot Bree[22][25]
- Catalina Sandino Moreno kot Maria[26]
- Kirsten Prout kot Lucy[27]
- Christian Serratos kot Angela Weber,[28]
- Anna Kendrick kot Jessica Stanley,[28]
- Justin Chon kot Eric Yorkie[28]
- Michael Welch as Mike Newton[28]
- Jack Huston kot Royce King II[29][30]
- Sarah Clarke kot Renée Dwyer
- Sabrina Frank kot Vera[31]
- Dakota Fanning kot Jane[32][33]
- Cameron Bright kot Alec[19][34]
- Charlie Bewley kot Demetri[2][35]
- Daniel Cudmore kot Felix.[2][19]

## Produkcija

### Razvoj filma
V začetku novembra 2008 je Stephenie Meyer potrdila, da je podala pravice, da tudi ostale tri knjige (takrat je film Somrak že izšel) serije Somrak filmsko upodobijo. Februarja 2009 je Summit Entertainment potrdil, da so začeli delati na filmu Mrk. Še istega dneva so potrdili tudi, da tretjega filma za razliko od prvih dveh ne bo režiral Chris Weitz. Film bo režiral David Slade, scenarij pa bo spet napisala Melissa Rosenberg.
Januarja 2010 je majhen del začetne različice scenarija izšel na internetu. Scenarij, ki je bil objavljen je pripadal Jacksonu Rathbonu in njegovo ime je bilo z vodnim žigom vžigosano na vsako stran.

### Novi igralci
Bryce Dallas Howard bo v filmu nadomestila Rachelle Lefevre kot Victoria. Summit Entertainment je potrdil, da je do spremembe prišlo zaradi sporov, Lefevrova pa je povedala, da je "precej žalostna" zaradi svoje odločitve. Jodelle Ferland je bila izbrana za vlogo Bree, novorojene vampirke. Ostali novi člani igralske zasedbe so tudi Xavier Samuel kot Riley, Jack Huston kot Royce King II, Catalina Sandino Moreno kot Maria,Julia Jones kot Leah Clearwater in Boo Boo Stewart kot Seth Clearwater.

### Snemanje in post-produkcija
Snemanje se je začelo 17. avgusta 2009 v filmskih studijih v Vancouverju (Kanada) in končalo 29. oktobra 2009. Howard Shore, ki je skladal glasbo za trilogijo filmov Gospodarja prstanov, bo skladal glasbo tudi za ta film.

### Glasba
Glasbo za Mrk bo skladal Howard Shore, ki je prispeval tudi h glasbi za filme iz trilogije Gospodar prstanov. Glasbena skupina Muse bo zapela glavni soundtrack za ta film.

## Nadaljevanje
Summit Entertainment je novembra 2008 potrdil, da imajo pravice za filmsko upodobitev četrtega romana iz serije Somrak, Jutranja zarja. Najprej so potrdili, da Robert Pattinson in Ashley Greene nameravata tudi soproducirati film in ga začeti snemati takoj po končanem Mrku. Wyck Godfrey, producent prejšnjih filmov, je rekel, da je vse skupaj "...precej velik projekt, ampak imamo vsaj namen, da posnamemo film Jutranja zarja." Ko so ga vprašali glede vloge Taylorja Lautnerja je odvrnil, da bo "Lautner še vedno igral Jacoba Blacka v filmu, ki se bo začel snemati v kasnejšnjem delu leta 2010, obstaja pa tudi možnost, da bo zadnji film razdeljen na dva dela." Melissa Rosenberg, scenaristka filmov iz serije Somrak trenutno piše scenarij(e) za film.